# Шоту
Шоту (порт. Chouto)  —  район (фрегезия) в Португалии,  входит в округ Сантарен. Является составной частью муниципалитета  Шамушка. По старому административному делению входил в провинцию Рибатежу. Входит в экономико-статистический  субрегион Лезирия-ду-Тежу, который входит в Алентежу. Население составляет 715 человек на 2001 год. Занимает площадь 205,30 км².